# Friedrich Mahlo
Friedrich Mahlo (1927) è un ex cestista e allenatore di pallacanestro tedesco.

## Carriera
Con la Germania Ovest ha partecipato ai Campionati europei del 1953.